# قشلاق علی‌اکبر حاج سردار
قشلاق علی‌اکبر حاج سردار یک روستا در ایران است که در استان اردبیل واقع شده‌است.